# Suecia en los Juegos Olímpicos de Tokio 2020
Suecia estuvo representada en los Juegos Olímpicos de Tokio 2020 por un total de 130 deportistas que compitieron en 21 deportes. Responsable del equipo olímpico fue el Comité Olímpico Sueco, así como las federaciones deportivas nacionales de cada deporte con participación.
Los portadores de la bandera en la ceremonia de apertura fueron el regatista Max Salminen y la jinete Sara Algotsson Ostholt.

## Medallistas
El equipo olímpico de Suecia obtuvo las siguientes medallas:
| Nombre                                                                                        | Deporte   | Competición         |
| --------------------------------------------------------------------------------------------- | --------- | ------------------- |
| Oro                                                                                           |           |                     |
| Armand Duplantis                                                                              | Atletismo | Salto con pértiga M |
| Daniel Ståhl                                                                                  | Atletismo | Disco M             |
| Henrik von Eckermann (King Edward) Malin Baryard-Johnsson (Indiana) Peder Fredricson (All In) | Hípica    | Salto por equipo    |
| Plata                                                                                         |           |                     |
| Simon Pettersson                                                                              | Atletismo | Disco M             |
| Equipo                                                                                        | Fútbol    | Torneo F            |
| Peder Fredricson (All In)                                                                     | Hípica    | Salto individual    |
| Sarah Sjöström                                                                                | Natación  | 50 m libre F        |
| Anton Dahlberg Fredrik Bergström                                                              | Vela      | 470 M               |
| Josefin Olsson                                                                                | Vela      | Laser Radial F      |
| Bronce                                                                                        |           |                     |
| —                                                                                             |           |                     |